# Stamnodes mendocinonensis
Stamnodes mendocinonensis är en fjärilsart som beskrevs av Dyar 1923. Stamnodes mendocinonensis ingår i släktet Stamnodes och familjen mätare. Inga underarter finns listade i Catalogue of Life.